# Екатерина Благоева
Екатерина Благоева е български географ, доцент по ландшафтознание.

## Биография
Родена е на 6 август 1933 г. в Лом. През 1958 г. завършва висше образование в катедра Геоморфология и картография, Геолого-географски факултет на Софийския университет „Св. Климент Охридски“. В периода 1960–1962 г. е сътрудничка към българското посолство в Пхенян, КНДР. През 1967 г. след успешна защита на докторска дисертация постъпва като научен сътрудник в Геолого-географския факултет. През 1977 г. е хабилитирана за доцент. Заедно с Мартин Гловня е съавтор на учебника по Физическа география на континентите.

## Трудове
- „Корея“. С., 1963.
- „Ръководство за стационарни изследвания на ландшафтите“. С., 1979. (в съавторство)
- „Физическа география на континентите“. С., 1982. (съавторство с Мартин Гловня)
- „Учебно ръководство по физическа география на континентите“. С., 1983. (съавторство с Мартин Гловня)